# 美國國民警衛隊
國民衛隊（英語：National Guard），別稱国民兵（英語：Citizen Soldier），是美國各州政府的地方武裝部隊，包括美国陆军国民警卫队和美国空军国民警卫队。不過在聯邦裡，兩者與美國軍方五個軍種的常規預備役均屬後備軍隊。
美国陆军国民警卫队成立于1636年12月13日，甚至早于美国陆军，是发端自北美殖民地时期的民兵组织，1824年8月25日改名为国民警卫队。美国空军国民警卫队成立于1947年9月18日，与美国空军成立于同一天。2020年9月，美国陆军国民警卫队總数33.6万人，空军警卫队10.7万人。
根据美国宪法，美国各州、华盛顿特区以及海外领地都有自己的武裝力量，即国民警卫队。国民警卫队经费由美国联邦政府和州政府共同承担，承担着服从于国家和州政府的双重职责。此外，和调动美军需要总统授权不同，各州拥有根据法律“啟動”国民警卫队的权力。美国宪法同样赋予总统调动国民警卫队的权力。美国首都华盛顿特区国民警卫队是唯一一支直屬总统的国民警卫队。
目前，美国国民警卫队由美國法典第十篇及美國法典第三十二篇建立。和平时期不受國防部門指揮，只受联邦政府指导，指挥权属于州長或民兵指揮官。遇緊急狀態及灾害需動員救灾时，由于美軍各部在聯邦內的調動需經各州议会同意才能進入州境，通常會直接召集國民衛隊，聯邦僅在特定情況下介入指揮。
美國國民警衛局負責管理国民警卫队事務，並與國防部緊密溝通。國民警衛局專門擬定具體訓練政策和要求、提供州陸，空軍國民衛隊訓練經費﹑分配聯邦經費予軍隊，以及總理美國法典第十篇規定的一切行政事宜。警衛局受局長領導，軍階位居四星陸軍或空軍上將。

## 簡介

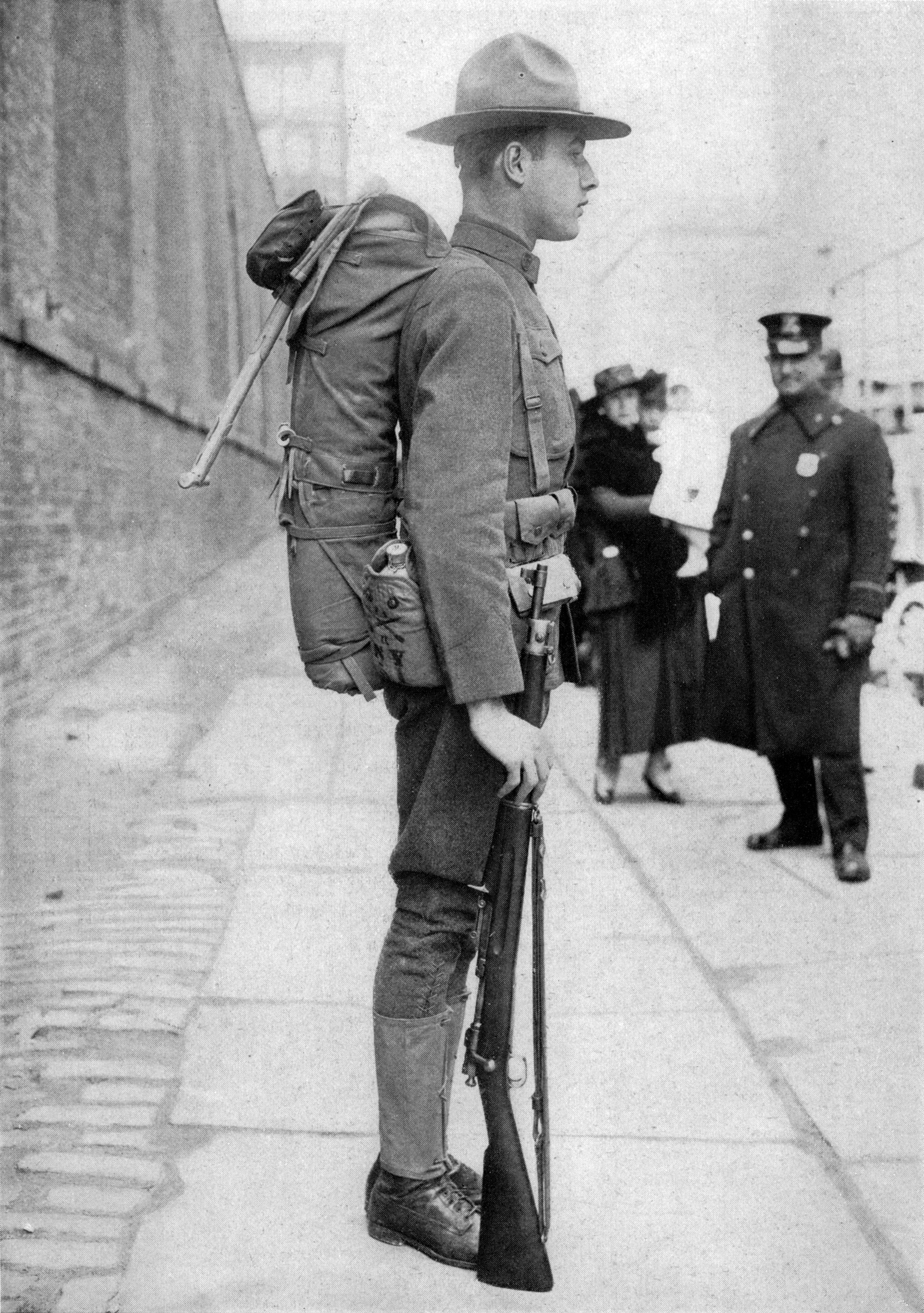
1917年的國民衛隊

美國1903年民兵法案（又稱迪克法案，Dick Act）將各州的民兵組織組合成今日的國民衛隊體系。1916年國防法通過後，陸軍國民衛隊（Army National Guard）佔美國陸軍大概一半作戰力量以及其三分一支援體系。空軍國民衛隊（Air National Guard）則於1947年成軍。
美國法典第十篇規定：
- (a) 合众国民兵包括所有17岁以上以及45岁以下的合众国公民及已经证明有成为合众国公民之意向的健全男性（第313节 第2条所列举者除外），以及国民卫队中的女性合众国公民
- (b) 合众国民兵的分类为下
  - (1) 有组织民兵，包括国民卫队及海军民兵；以及
  - (2) 未组织民兵，包括非国民卫队及海军民兵的民兵成员[8].

許多州同時設有州防衛隊（State Defense Force），然而他們未受聯邦政府認可，一般只作本地部隊論。他們並不隸屬國民衛隊，專門擔任本州防務，完全聽命為州長而非美國總統，但因為各州有衝突通常早就由聯邦調停，因此戰鬥任務大致上是沒有的，主要是如果該州國民衛隊如因事調離，則可以由他們填補軍力空缺。
陸軍國民衛隊的訓練與裝備由陸軍提供。空軍方面，基於1947年前美國未有獨立空軍，僅有陸軍轄下航空兵種，空軍國民衛隊亦無從談起。直至1947年國防法立下後，軍方開始籌建正規空軍，空軍國民衛隊才順應設立，並與聯邦軍隊密切合作，且其裝備以及訓練與正規空軍無異。無論身為陸軍還是空軍，國民衛隊的體格，精神品質須與全職軍人看齊，即使其軍銜軍章亦無不同之處，更可頒予任何軍事勳獎。
除此之外，為表揚服務家鄉，國民衛隊也另創一些州分勛章。

## 憲法地位
美國國民衛隊受憲法承認。早期憲法承認各州民兵力量，並授予「執行美國法律，平亂禦敵」之職（美國憲法第一章第八節第十四條）。州民兵與軍隊亦有所區分，前者歸州政府指揮，另外正常時期每州僅可留有州民兵而非常規軍隊（美國憲法第一章第十節第三條）。然而各州民兵又不絕對獨立，聯邦政府依然有權召集他們。根據美國憲法第一章第八節第十四條，美國國會能立法「號召民兵執行美國法律，平亂禦敵」。國會更甚有權訂立守則，以作籌建﹑武裝﹑監督民兵之用，以便管治各州民，尤其是軍官任命，民兵操練授權事宜(十五條)。美國總統若親自入伍，則就任州民兵最高統帥。（第二章第二節）
美國1903年民兵法案確立後，州民兵體系隨即改革，蛻變成「井井有條的民兵」，謂國民衛隊，其國防角色亦重新定位。其後由聯邦政府負責辦理多數國民衛隊事務，例如聯邦撥款、由聯邦政府供給槍械及裝備、與陸軍日趨緊密等。
越南战争之前，美國國民衛隊僅用于國內，不需到海外。越南战争后，美军进行海外戰爭時兵力不足，因此修法使国民警卫队可在聯邦統一指揮下參與海外戰爭。美國陸軍多次裁減後，一些陸軍師級部隊轉為陸軍國民衛隊，所以有的國民衛隊師實際是小型的正規部隊而不是民兵。

## 國民衛隊相關法例

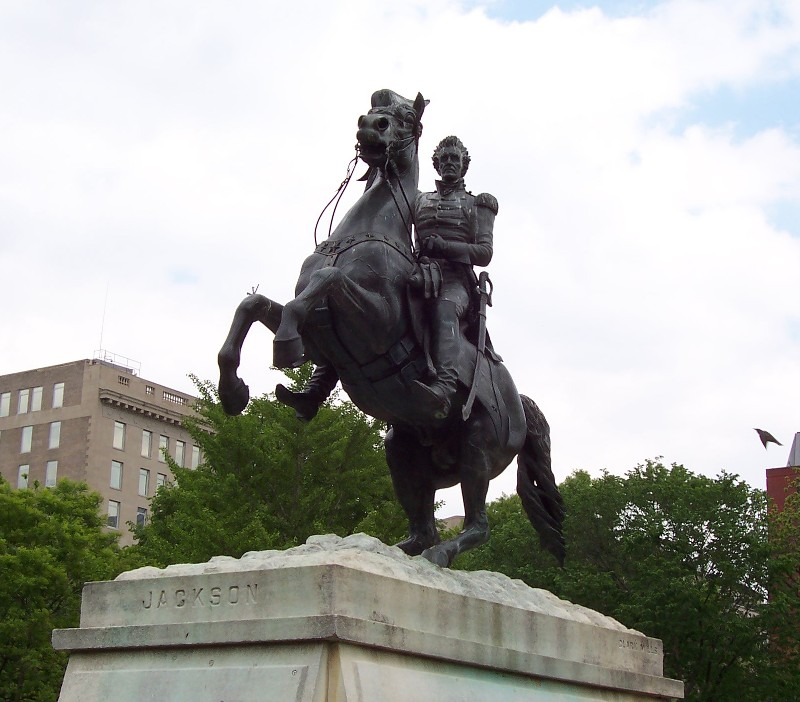
1812年戰爭主要將領，美國第七任總統安德鲁·杰克逊

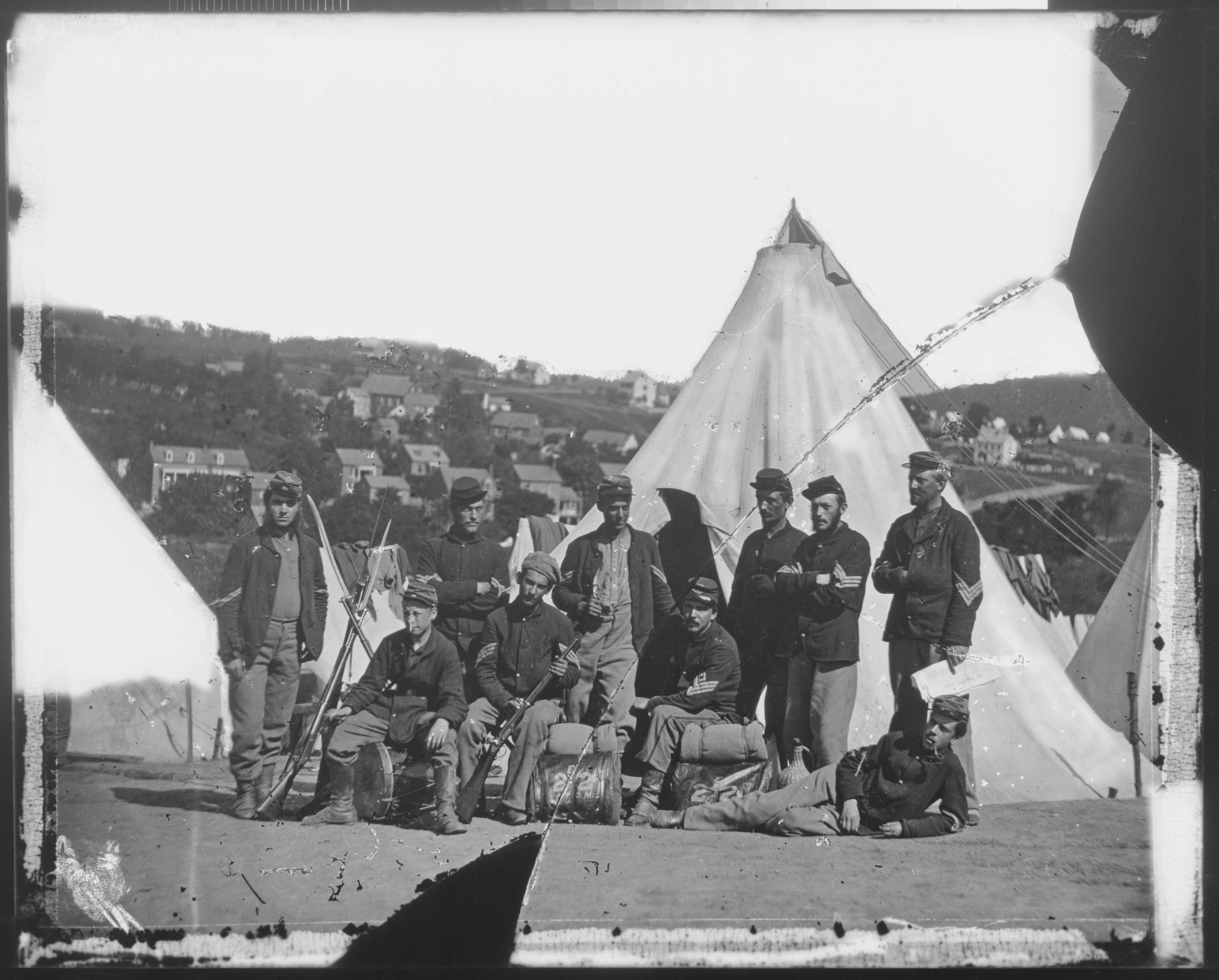
美國內戰時的紐約州州民兵

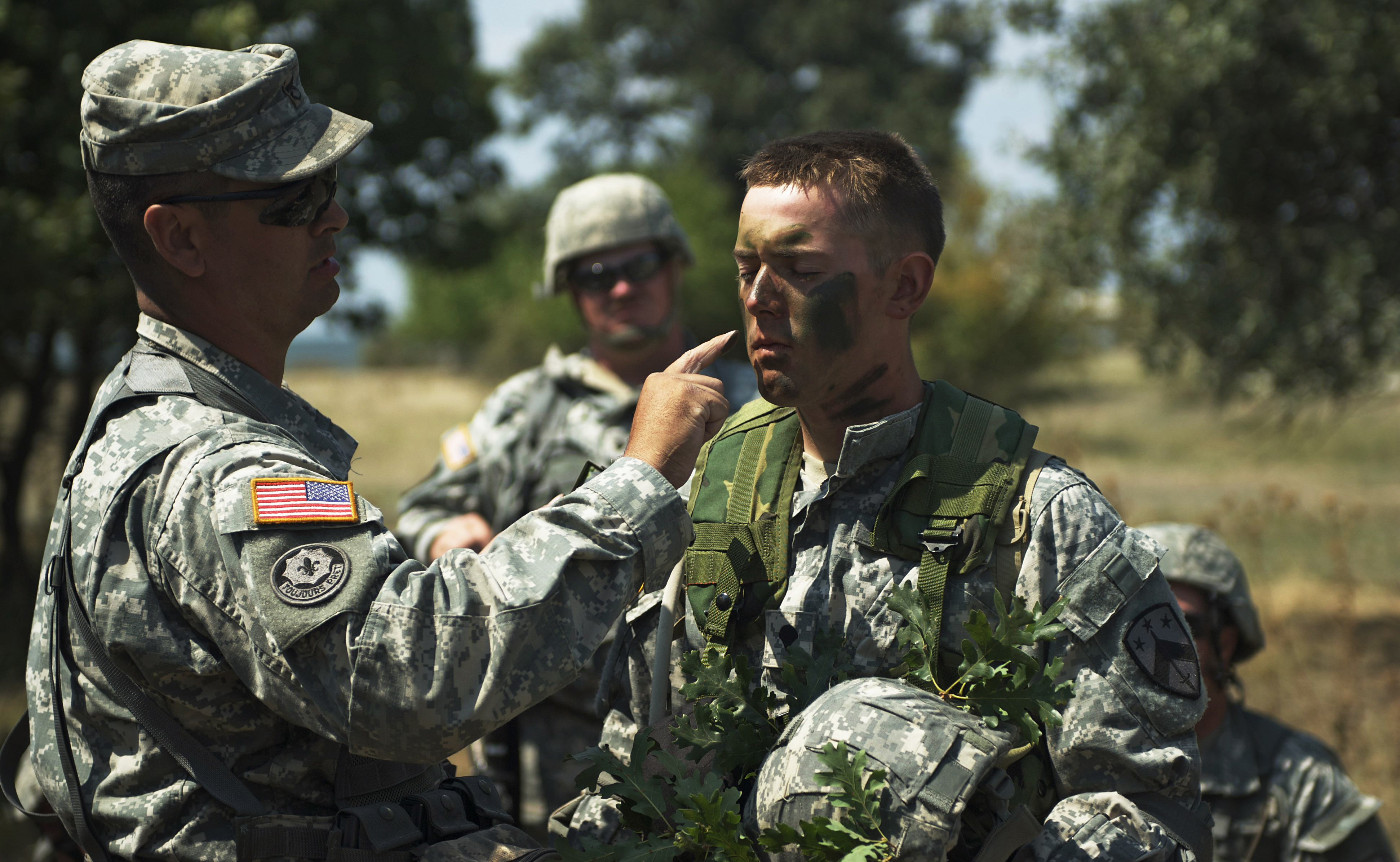
田納西州國民警衛隊，派駐保加利亞

美國國會制訂了一系列法例，以此為據管理國民衛隊，細列如下：
1. 1792年民兵法案
授權總統召集民兵，及闡明聯邦政府的民兵體系標準。
法案一直生效了111年，期間明確界定民兵與聯邦政府的關係。1812年，美國國防制度受到戰爭考驗。當時美國組建小型常規軍，以保護前線及海岸。雖然他們進攻加拿大時表現差強人意，但在全副武裝的民兵支援下，常規軍在防衛任務的表現仍非常出色。正如美國將領安德魯傑克森等人當年在美國革命所展現，常規軍與民兵相互配合之下軍隊整體效率令人滿意。
2. 暴亂法案
授予總統一定權力平定國內叛亂，暴動或無法無天的地方。
3. 1862年民兵法案
允許非裔美國人加入軍隊，以及解放黑奴。
4. 警衛團法案
禁止美國陸軍和空軍於國內執行法律（隸屬國防部的海軍與海軍陸戰隊亦在此限）。至於美國海岸防衛隊，由於在和平時期歸國土安全部管轄，因此行動未受約束。尚無聯邦任務在身的國民警衛隊亦獲豁免。
5. 1881年-1892年之間的美國軍事法律修訂
6. 1903年民兵法案
成立美國國民警衛隊，作為美國軍隊的主要預備力量。
7. 1916年國防法案
該法案摒棄了擴編常規軍的做法，改為指定傳統民兵為美國國防基石。法案也提出在戰爭時期把國民警衛隊﹑預備役軍隊以及常規軍隊合而為一的觀念。此外，國民警衛隊將會擔任更多職責，州民兵則視為軍隊的主要預備部隊。法案名部隊為「國民警衛隊」，同時授權總統在戰爭時期或國家危急狀態下調動國民警衛隊。該部隊的年度演習從24次增添到48次，年度訓練亦由5天加長至15天。演習薪津首度批出。
8. 1920年國防法案修訂
民兵局首長將會為國民警衛隊軍官，部隊軍官也會調配至總參謀部。另外，重組第一次世界大戰國民警衛隊採用的師級編制。
9. 1933年國民警衛隊動員法案
國民警衛隊併入常規軍隊。
10. 1947年國防法案
法案第207節(f)確認成立空軍國民警衛軍，隸屬國民警衛局。
11. 1973年總兵力政策
法例視預備役及現役部隊為同一編制。
12. 1987年財政年度國防授權法案，蒙哥馬利修正案
州長不得拒絕國民警衛隊的海外現役任務，不論是基於任務的地區﹑目的﹑類型或時間問題。1990年明尼蘇達州州長向美國最高法院上訴，但被駁回。
13. 2007年约翰·瓦纳防衛授權法案
修改聯邦法例第1076節，令州長在緊急情況下並不再是該州國民警衛隊的唯一統帥。總統可全權指揮該州國民警衛隊，無須徵求州長同意。此舉引致50州州長向國會發表聯署反對信。
14. 2008年國防授權法案
撤銷聯邦法例第1076節的條例，但仍允許總統在戰爭時期或國會認可的國家緊急情況下，召集國民警衛隊履行聯邦軍事任務。國民警衛局調入國防部，實施聯合行動。國民警衛局局長也由三星中將擢升為四星上將。

## 職責和行政架構
如果國會﹑美國總統或國防部長宣佈國家進入戰爭或緊急狀態，國民警衛隊可征召入現役任務，以補充常規軍隊兵力。州長如宣佈該州處於緊急狀態中，也可召集該州國民警衛隊。在華盛頓特區的話，則由將級司令官下令。國民警衛隊不同於其他後備軍，前者不能個別征召，惟出於自願轉移或有臨時任務指派則屬例外。可是顯而易見，有頗多人數被個別召往支援全球反恐戰爭，國民警衛隊內部亦大有人質疑此舉是否合法。
國民警衛局位於維州阿靈頓，與國防部聯合處理陸軍和空軍國民警衛隊的行政事宜。現任局長為Daniel R. Hokanson上將，主管政策發展，同時亦就一切國民警衛隊事務向陸空兩軍部長和總參謀長提出建議。美國總統授其總司令軍銜。

## 歷史

### 早期歷史
今日麻州陸軍國民警衛隊（Massachusetts National Guard）的第101野戰炮兵團、第182步兵團、第101工兵營及第181步兵團可直接上溯到370多年前的麻薩諸塞灣殖民地軍團，因此有人說國民警衛隊的歷史比美國歷史還要長。1648年12月12日，殖民地常設法庭頒令重組該區民兵，我们现在所知道的美国国民警卫队就此诞生。马萨诸塞州塞勒姆法院于1636年12月13日发布命令。將分散的民兵併為東﹑南﹑北三團，方便殖民政府發施號令，釐清權責，得以應付與佩科特印第安人的衝突。法令規定，任何男性白人界乎16歲至60歲之間均有責任帶有武器，以及於入夜後派遣小隊站崗，維護社區安全，更要參與每星期的演習。美國建立後，新民兵乃自這傳統發展而來。
当初建立这支军队的想法很简单，就是一个州需要一支可以随时进行战斗的公民军队，也就是民兵。1775年4月19日，美国民兵在马萨诸塞州的列克星顿打响了独立战争的第一枪。
民兵是美国第一支本土武装力量，从历史渊源上说，今天的国民警卫队可以说是当年13个英国原始殖民地民兵的直系传承。
英国历史上的大部分时期里并没有职业军队，打仗都是靠一群「公民士兵」，这些人平时有自己的工作，但也有协助国防的义务，而打仗也可以算是另一份工作。英国的这一军事理念也深深影响了当时生活在北美大陆的移民。
法國將軍拉法葉侯爵在1824年與1825年之間訪問美國，盡受凱旋之禮。隊伍中多有民兵，紐約第11炮兵團第2營在夾道歡迎法國將軍後自封「國民警衛隊」，以紀念法國大革命中拉法葉侯爵手下著名的「國民警衛隊」（法語：la Garde Nationale）。該營，亦即後來的第7團，在紐約歡送法國將軍回國的隊列中尤其顯眼。其時將軍目睹有部隊引用他麾下的番號，特意跳下馬車，沿隊行走，與該軍士兵逐一擁抱。「國民警衛隊」從此注定成為美國民兵的名字。

### 20世紀
19世紀時期，美國常規軍隊只有寥寥數部，美墨戰爭﹑美國內戰初期及美西戰爭的軍隊主力仍來自民兵。1903年部分民兵納入聯邦政府指揮，更名為國民警衛隊，並訓練作陸軍後備軍，「國民警衛隊」一名伊始為官方採用。第一次世界大戰期間，駐法美軍的戰鬥單位裡有四成是國民警衛隊，第二次世界大戰，國民警衛隊共組成19個師。韓戰總共動員14萬名國民警衛隊，海灣戰爭則徵調超過6萬3千人。此外他們亦有參與美軍維和任務，地方包括索馬里﹑海地﹑沙特阿拉伯﹑科威特﹑波斯尼亞和科索沃。假如美國舉辦奧運，部隊也要應付天災﹑騷亂﹑襲擊等情況，以及擔任保安工作。

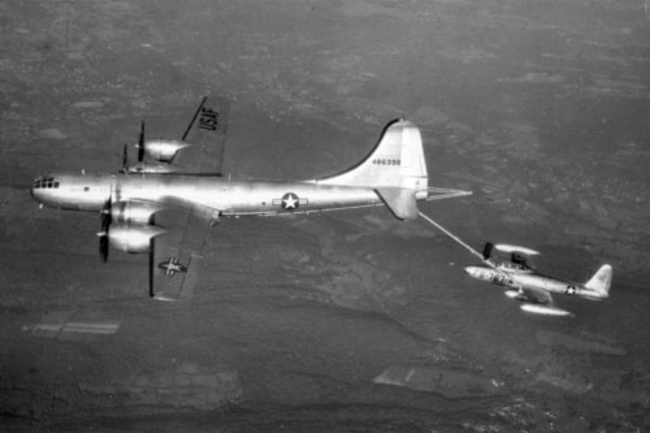
韓戰期間，一架空軍國民警衛隊的F-84E戰機正使用YKB-29J加油機進行空中加油

二戰結束後，國民警衛隊的航空單位轉編為空軍國民警衛隊。由於美國憲法不允許各州在和平時期擁有戰艦，所以沒有海軍國民警衛隊。可是阿拉斯加州﹑加州﹑新澤西州﹑紐約州﹑南卡羅萊州﹑德州及俄亥俄州均有各自合法海軍民兵，美國海岸防衛隊於戰時亦具軍隊特權。當時國民警衛隊總計有27個師，25個為步兵師，2個裝甲師，再加上少許小型單位。

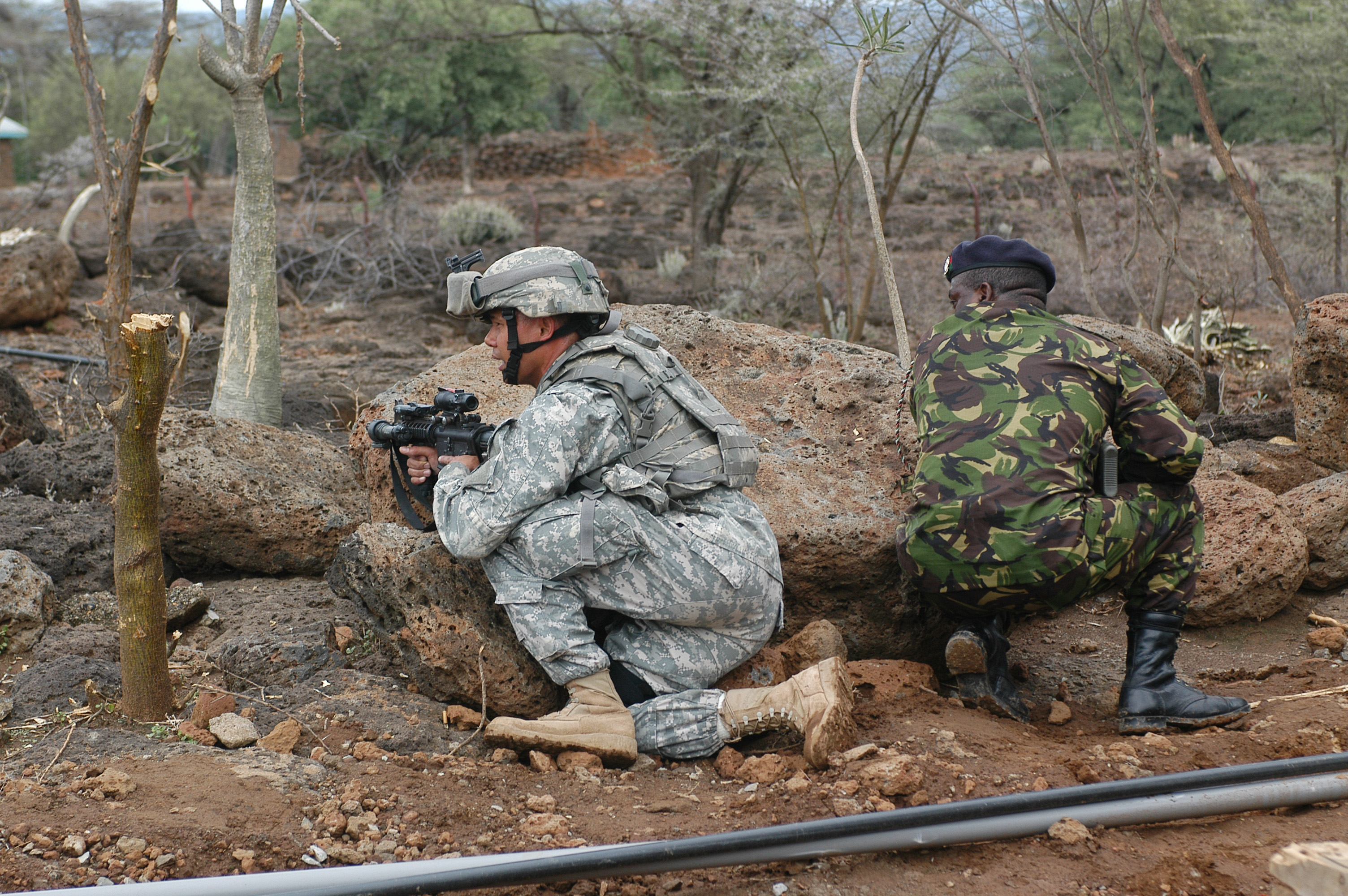
2006年肯亞，關島國民警衛隊與肯亞士兵聯合模擬訓練

1957年，阿肯色州州長Orval Faubus反對種族融合，調動國民警衛隊阻攔黑人學生進入Little Rock Central High School上課。同年9月24日，美國總統艾森豪勒令聯邦政府接管阿肯色州全部國民警衛隊，令黑人學生翌日得以安全返校。一連串種族教育爭議最終呈上最高法院，請閱布朗訴托皮卡教育局案。

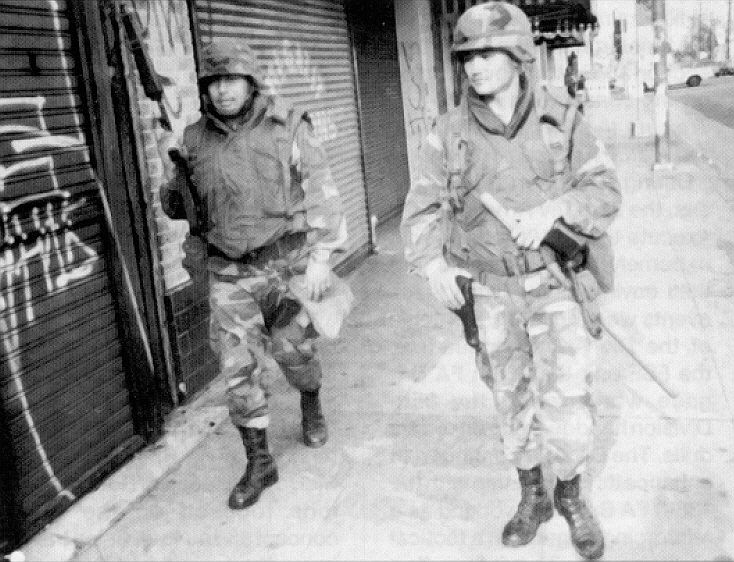
1992年洛杉磯暴亂，加州國民警衛隊於街上巡邏

1964年7月，紐約州州長Nelson A. Rockefeller派遣本州國民警衛隊前往羅徹斯特市，以平息當地的種族騷亂，此乃國民警衛隊在北部城市首次執行平亂任務。加州陸軍國民警衛隊亦於1965年8月奉州長令對付洛杉磯動亂「Watts Riots」，以恢復治安，重建秩序。
1970年俄亥俄州州長Jim Rhodes下令本州陸軍國民警衛隊進入肯特州立大學，鎮壓反越戰示威。5月4日國民警衛隊向學生開火，殺害4名學生，9名學生受傷，激起社會空前回響。
肯塔基州國民警衛隊的第138野戰炮兵團第二營曾於1968年年末調派越南，支援第101空降師的行動。1969年6月19日北越軍隊突撃該營的炮兵營地「Fire Base Tomahawk」，經過一場惡鬥後北越部隊事敗撤退，營裡C炮排陣亡9人，32人受傷。
1992年洛杉磯發生暴動，市中心南部陷入混亂，當地警察亦力有不逮，束手無策，加州國民警衛隊隨後增援收復秩序。期間疑有人違反宵禁令，國民警衛隊曾5度向人開火。
1993年德州國民警衛隊奉召到場協助美國菸酒槍炮及爆裂物管理局處理韋科鎮山莊事件。當時大衛教派的教徒匿藏於總部建築與外界對持，國民警衛隊主要負責防守各點。由於局方估計教徒配有重型武器，因此要求國民警衛隊部署M1A1艾布蘭坦克以掩護該局人員的撤退區域。數架國民警衛隊直昇機亦一直在上空監視，地面則配以狙擊手支援局方突擊。
同年，美國國防部發表了一系列後冷戰時代國防研究結果，並裁減冷戰部隊，陸軍國民警衛隊的機動部隊由10個師縮減至8個師（第25步兵師和第50裝甲師併入東北州分）以及15個加強旅。組編完成後，預計部隊可於90日內加入服役，投入戰鬥任務。

### 21世紀

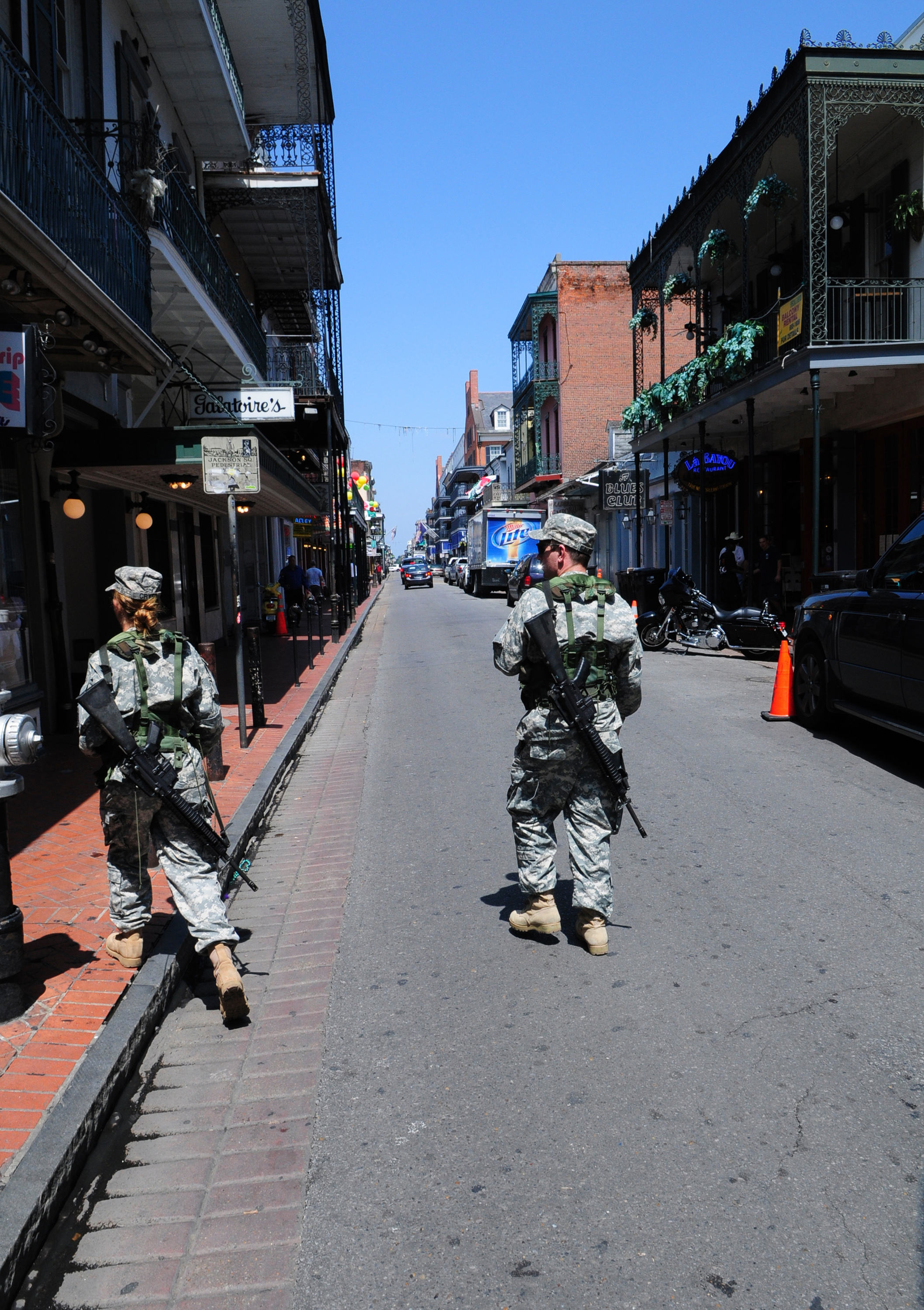
颶風吹襲後，路易斯安那州國民警衛隊巡邏於新奧爾良市

2005年9月颶風卡特里娜吹襲新奧爾良後，國民警衛隊在災區維持治安及協助復甦。
2007年1月和2月雪災肆虐，雪積厚達數尺，來自8州的國民警衛隊奉召往災區派發食物與日用品予被困災民﹑清理冗雪﹑運糧接濟牲畜﹑調度交通和救援深陷雪中的司機。

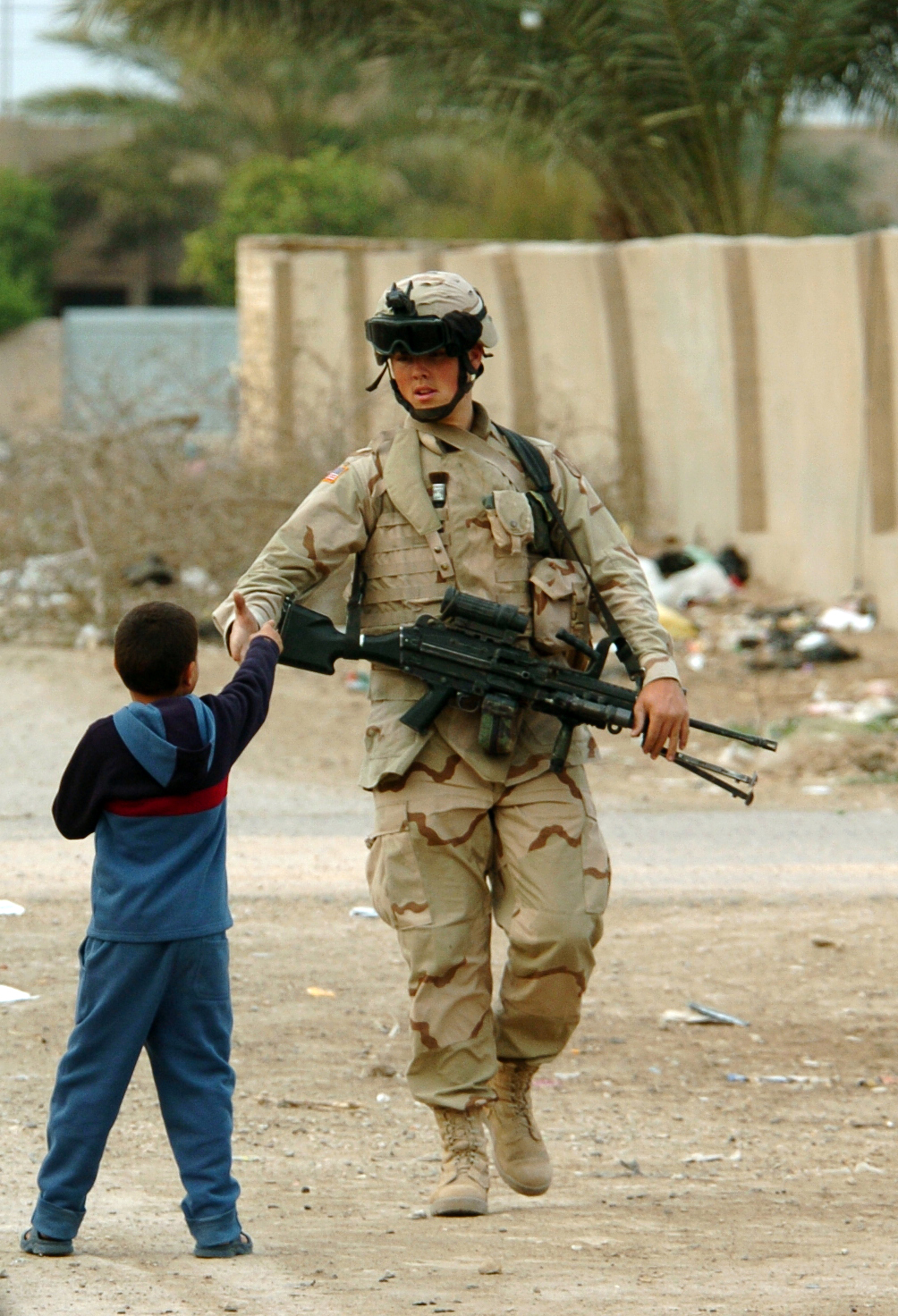
密西西比州國民警衛隊是美國駐伊拉克的部隊之一。

截止2006年2月，空軍國民警衛隊總計超過10萬6千人，陸軍國民警衛隊擁達32萬5千餘人。
2005年國民警衛隊現役及其預備隊擔當近半前線作戰任務，堪稱破天荒，超過美國戰爭史裡所有紀錄（約佔伊拉克戰事百分之43，阿富汗戰事則是百分之55）。按照國防部的統計，大概有18萬3千多國民警衛隊兵員（包括預備隊）在全球執勤，包括30萬家眷。美國前陸軍參謀長喬治·凱西上將曾明言:「每支國民警衛隊隊伍都曾經駐紮在伊拉克或阿富汗，是次戰爭經已動員30多萬名國民警衛隊。」
美國陸軍近年實行轉型方案，陸軍國民警衛隊隨即開始重編，所有部隊將規劃為28個戰鬥旅（BCT）及78個支援旅。重編完畢後，每旅兵員約有3千至4千人，並取代舊時以師為軸的軍隊結構——每師1萬5千人的機械化部隊。
2007年春季，美國國防部長蓋茲宣告修改國民警衛隊駐軍政策，以縮短每輪戍衛時日，加快任務輪替。他除了立即頒令鐵定任務期限為一年外，亦表示目標是限制征召要求至每五年服役一年。在此之前，國民警衛隊在伊拉克或阿富汗的一年正常任務實際上長達18個月，中間包括訓練及轉移的時間。然而在過渡至新政策期間，不論部隊曾否派有任務還是尚未就緒，部份單位將承擔更為繁多的任務。不過本州緊急狀態下的征召任務則並未計算在此「五一循環」中。

### 911後之發展

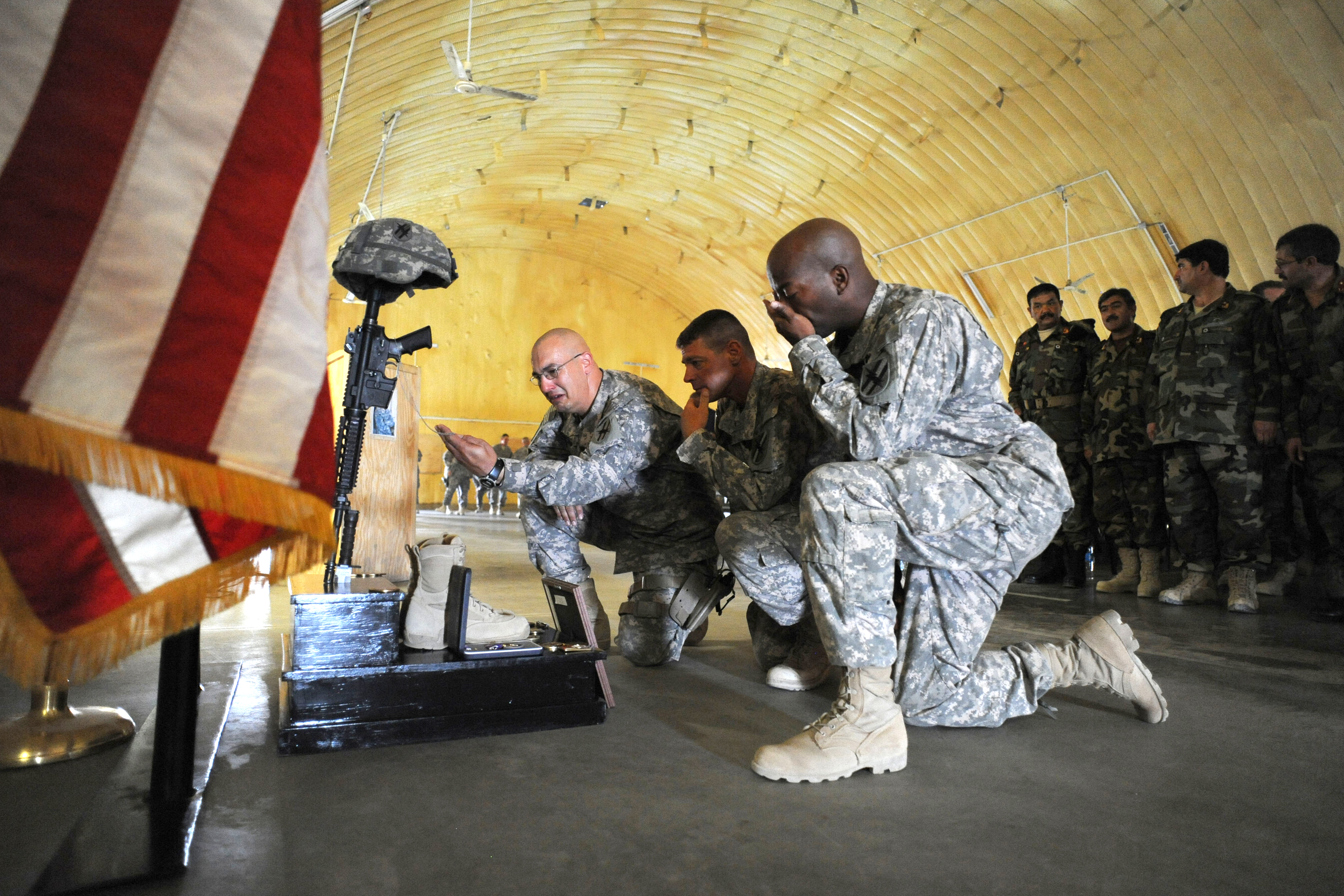
阿富汗，喬治亞州國民警衛隊同袍正弔祭Staff Sgt. Alex French IV

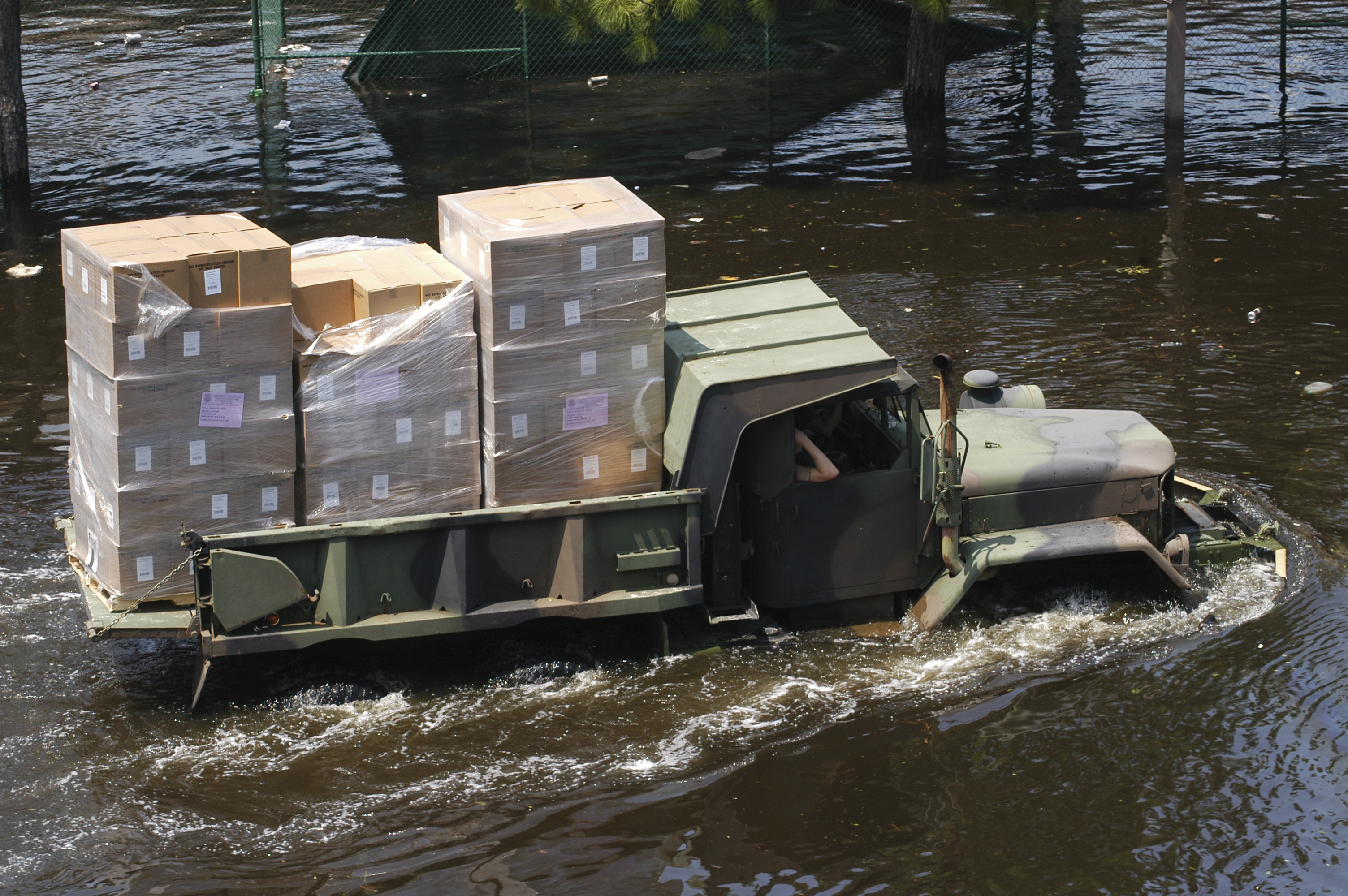
風災中的衛隊卡車

911襲擊事前，美國國民警衛隊的動員政策是各士兵不能累計服役多於一年(派駐海外僅限半年)，然後每五年周而復始，是為恆常鍛鍊。襲擊發生後，常規兵力日漸見絀，服役時間更有增加至18個月(海外任務則加長為一年)。爆發伊拉克戰爭後，情勢雪上加霜，國民警衛隊士兵往往要執勤滿24個月。在國防部正式縮短服役時間前，現今規定國民警衛隊士兵的服役累積上限為24個月，並以六年為一周期。
國民警衛隊的傳統服役口號為每月當值一個週末，全年則兩星期，然而有些異常繁忙或殷切需人的單位會要求較長工作時間。常例如飛航任務中的機師﹑領航員及空勤人員，大體而言空軍單位比陸軍單位更為忙碌。許多士兵更全職在役，舉例有AGR (Active Guard and Reserve)或ART(Air Reserve Technician/Army Reserve Technician)。
自從伊拉克戰爭開始，該服役口號就名存實亡。由於戰事頻繁，2007年有近三成駐伊拉克和駐阿富汗的美國部隊來自國民警衛隊，以及其他預備役部隊。

## 農業建設隊

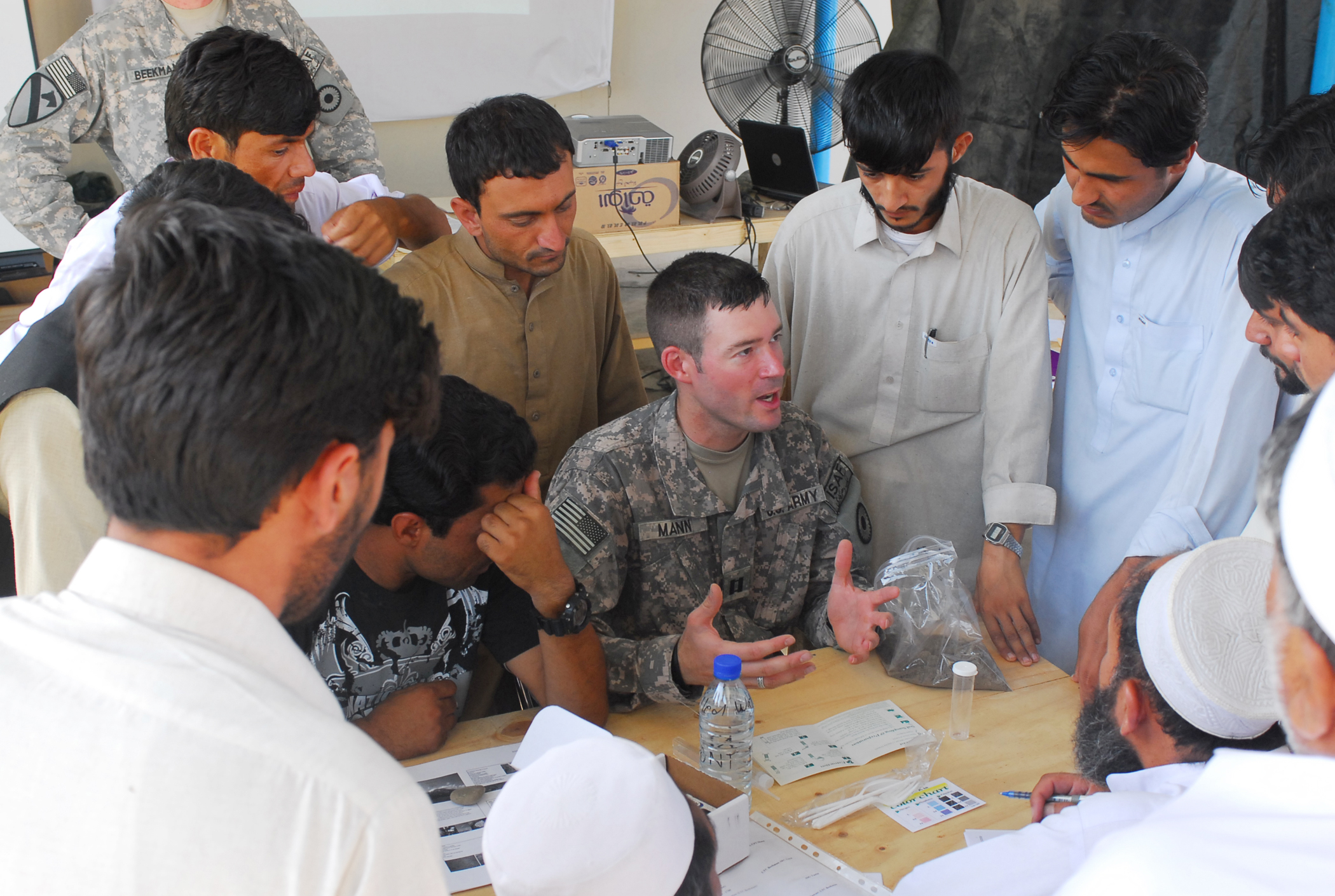
阿富汗，美軍上尉杰弗里·曼（Jeffrey Mann）在軍事基地向阿富汗學生講解泥土測試

2008年前，農業建設隊的功能僅限於美國政府的州級重建隊內。現在隊員均由陸軍國民警衛隊和空軍國民警衛隊而來，目標亦轉為建立一有效制度，以助阿富汗各階層及部落交流意見﹑分享心得﹑樹立信心和彼此合作。農業建設隊除了隸屬國民警衛隊外，他們亦要經常跨部門辦公，包括有美國國際開發署和美國國務院。在執行教育及技術任務之餘，該隊也要配合軍隊維持治安。農業建設隊是美國在阿富汗反恐工作的重要骨幹，皆因可借援助農務一事改善美軍聲譽和結識部落子民及各省百姓。

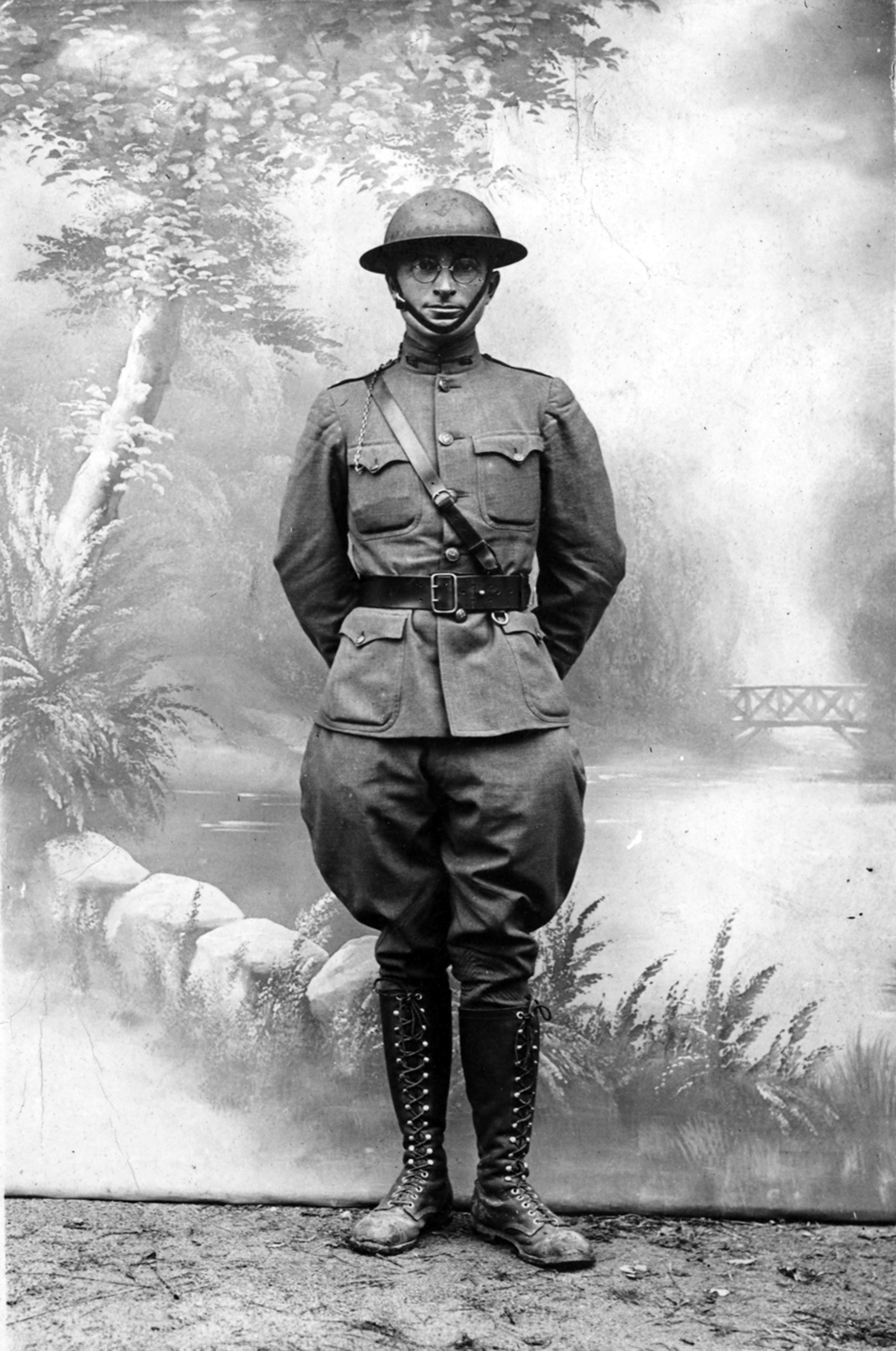
1905年杜魯門參軍，加入密蘇里州國民警衛隊，該照片攝於一戰期間

農業建設隊開班授課，教導阿富汗農民在非農作物生長季節期間，如何改進耕作之術，令農民得以在冬季早作綢繆，迎接生長季節。這樣不但能提升農業生產，對阿富汗整體經濟亦有利。此外，農業班亦使美阿兩國人日漸熟稔，在美國政府和阿富汗社會間建立互信。其知識也會廣為傳播至其他省份，不需部隊別處再辦教育。農業建設隊亦有引荐美國專家到阿富汗大學任教，加以促進兩國人民關係。
此特別隊伍兼管身處省份安全，一來軍民合作可提升公關形象，二來可歇叛亂。近來總統奧巴馬表示美國將扶持阿富汗農業發展，以建設經濟，頃刻改善人民生活，一改過往依靠重建項目振興經濟的方針。如今的具體計劃從基本園藝到宏觀流域及灌溉項目都包羅萬有。另外還有教授養蜂和畜牧的計劃，這些努力均冀望人民能脫離飢餓﹑失業﹑並得以養育下一代。
請求額外派遣農業建設隊的阿富汗部落領袖每日俱增，反映出公關形象在贏取互信的用武之地。範例如東部的楠格哈尔省，該省是全國最為安穩的省份之一——十萬多阿富汗人已重返省內居住；2007年聯合國亦宣告罌粟絕跡於該省。省內地區更大多鋪有馬路，足見此處何以成為阿富汗的農業大省。農業建設隊日後將繼續在不同省份傳播知識﹑予以技術支援以及輸送物資。總而言之，農業建設隊建立的公關形象對制止叛亂至關重要，隊伍亦借教育交流的契機令阿富汗人不再猜疑美軍。

## 知名人士
美國總統素來有在州民兵服役的習俗，44位總統中有18位曾擔任殖民地或本州民兵，另有兩位為1903年始創的國民警衛隊士兵。喬治華盛頓﹑湯馬斯杰佛遜和詹姆士麥迪遜是殖民地民兵，其餘15位為州民兵，一位為陸軍國民警衛隊的杜魯門，最後是參加空軍國民警衛隊的小布希。

## 附註
1. ↑  美國法典第10篇
2. ↑  美國法典第32篇
3. ↑  请注意：国民警卫队和联邦各军种常设的预备役性质上有所不同，以及美国太空軍并沒有设置預備役。